# AIDA (coopération spatiale internationale)
Pour les articles homonymes, voir AIDA.
Asteroid Impact and Deflection Assessment (AIDA) est une coopération spatiale internationale dont l'objectif est, dans un premier temps, de tester le recours à un engin de type impacteur pour dévier un astéroïde qui serait susceptible de frapper la Terre et, dans un second temps, d'analyser les conséquences de cette déviation et d'analyser en profondeur et de plusieurs manières un astéroïde double.
Ce programme, étudié en 2015 conjointement par la NASA et l'Agence spatiale européenne (ESA), prévoyait le lancement  à destination de l'astéroïde binaire (65803) Didymos de deux engins spatiaux : l'impacteur DART, développé par la NASA et chargé de s'écraser à grande vitesse sur Dimorphos, le plus petit des deux astéroïdes ; et l'orbiteur AIM, développé par l'ESA, qui doit mesurer les effets de l'impact. Après une phase d'évaluation dans les deux agences spatiales, l'Agence spatiale européenne décide fin 2016 de renoncer à son développement. La NASA décide de poursuivre seule le développement de l'impacteur DART en confiant à des observatoires terrestres le rôle dévolu dans le scénario initial au satellite AIM développé par l'ESA. L'Agence spatiale européenne a cependant décidé en 2019 de développer la mission Hera, qui remplace AIM. Hera a été lancé le 7 octobre 2024 et étudiera les effets de l'impact de DART sur Dimorphos quatre ans après que celui-ci se soit produit et la structure de cette lune d'astéroïde.

## Contexte
Chaque année, environ 54 tonnes de matériaux en provenance de l'espace tombent sur Terre dont un astéroïde de 1 mètre de diamètre. Mais il existe environ 1000 objets géocroiseurs d'un diamètre supérieur à un kilomètre qui circulent sur une orbite de 1,3 Unité Astronomique ou moins, susceptibles de s'écraser sur la Terre avec des effets qui pourraient mettre fin à toute civilisation. Toutefois, ce type d'événement ne survient en moyenne qu'une fois par million d'années. Par contre, les astéroïdes géocroiseurs de 50 mètres de diamètre, qui se comptent par centaines de milliers, frappent la Terre en moyenne une fois par siècle ou millénaire. Le dernier impact de cette catégorie recensé est l'Événement de la Toungouska survenu en 1908.
L'humanité dispose des technologies permettant d'éviter qu'un astéroïde de grande taille vienne frapper la Terre. Le Congrès américain a demandé à l'agence spatiale américaine, la NASA, d'identifier 90 % des objets potentiellement dangereux de plus de 140 mètres de diamètre. Le travail de recensement a débuté en ayant recours à la fois à des télescopes terrestres et des instruments basés dans l'espace. Dans le cadre de ce projet, la taille, la forme, la période de rotation, la composition et d'autres caractéristiques des objets géocroiseurs sont mesurés. Plusieurs stratégies sont envisagées pour dévier un astéroïde qui constituerait une menace certaine pour la Terre. Certaines, comme le tracteur gravitationnel ou la modification de l'albédo permettant l'utilisation de l'effet Yarkovsky, nécessitent d'intervenir dix ans ou plus avant la collision. Pour cette raison, l'utilisation de techniques dites impulsionnelles (exerçant une poussée) sont préférées. Le recours à des bombes nucléaires est possible mais est politiquement difficile à défendre et présente d'autres inconvénients. La technique de l'impacteur cinétique non nucléaire permettant de dévier légèrement la trajectoire a la préférence de la communauté scientifique.

## Historique du programme AIDA

### Les premiers projets d'impacteur: Don Quijote et NEO-Shield
En 2005-2007, l'Agence spatiale européenne étudie le programme de mission Don Quichotte dont l'objectif est de démontrer qu'il est possible de dévier un astéroïde en utilisant l'énergie cinétique fournie par un impacteur et de mesurer les effets de cet impact. Le programme ne se concrétise pas pour des raisons de coût mais la nécessité d'effectuer un tel test demeure car il subsiste beaucoup d'incertitudes sur les effets de l'impact d'un engin spatial car le recul lié aux éjectas est mal modélisé. En 2012, l'Union européenne lance le financement de « NEO-Shield » (bouclier NEO), qui constitue une version de la mission Don Quijote à la fois moins coûteuse et plus flexible. Ce programme prévoit d'envoyer un orbiteur autour de l'astéroïde afin de mieux connaître ses caractéristiques (masse, vitesse, position) puis de dévier sa trajectoire initiale. Début 2013, l'Agence spatiale européenne et la NASA décident de développer AIDA, une coopération spatiale conjointe comprenant un impacteur baptisé DART (Double Asteroid Redirection Test) développé sous la supervision de l'agence spatiale américaine et un orbiteur AIM (Asteroid Impact Monitoring) développé par l'ESA et chargé d'analyser les effets de l'impact.

### Abandon du projet AIM
En décembre 2016, l'Agence spatiale européenne décide d'abandonner sa participation au projet, c'est-à-dire le développement de  AIM à la suite d'une décision de l'Allemagne de ne financer que le projet ExoMars. Le financement n'est bouclé qu'à 70%. La NASA par contre choisit de poursuivre le développement de DART. Dans ce nouveau scénario, le rôle rempli par AIM n'est que partiellement repris par des observatoires terrestres.

### Le projet Hera
À la demande de plusieurs pays membres, l'agence spatiale européenne reprend les études d'un remplaçant pour AIM qui est baptisé Hera. Celui-ci reprendrait tous les objectifs assignés à AIM. Hera serait lancé en 2024 et étudierait les effets de l'impact de DART sur Didymos trois ans après que celui-ci se soit produit. L'accord pour le développement de cette proposition a été donné en novembre 2019.

## Concept de la coopération AIDA et objectifs
Le but de la coopération scientifique internationale AIDA est de soutenir le développement et l'interprétation des données des deux missions : 
- DART (Double Asteroid Redirection Test) qui va effectuer un impact et dont l'étude est réalisée par l'Applied Physics Laboratory de l'université Johns Hopkins avec l'assistance de plusieurs centres spatiaux de la NASA ;
- Hera développé par l'Agence spatiale européenne (ESA) qui va effectuer un rendez-vous avec la cible de DART.

L'impacteur DART doit venir frapper le membre le plus petit (150 mètres de diamètre) de l'astéroïde binaire. Le choix de ce type d'astéroïde permet de mesurer avec une précision de 10 % le changement de période en utilisant des moyens d'observations terrestres. La vitesse d'impact serait de 6,25 km/s. L'impact devrait produire un changement de la période de rotation de l'astéroïde de 73 secondes au minimum. L'engin spatial Hera doit fournir des mesures détaillées de la déviation produite, des propriétés du cratère et de la cible de DART, y compris pour la première fois de la structure de sous-surface et interne d'un astéroïde. La coopération AIDA doit fournir des données essentielles sur l'efficacité du transfert de moment liée à l'impact cinétique ainsi que des caractéristiques physiques essentielles de l’astéroïde.

## L'orbiteur Hera
Hera est une sonde en cours de développement par l'Agence spatiale européenne dont l'objectif principal est de contribuer à valider la méthode de l'impact cinétique pour dévier un éventuel astéroïde circulant sur une trajectoire de collision avec la Terre. Les objectifs secondaires de la mission sont l'étude d'un astéroïde binaire et la mise au point de technologies nécessaires à un impacteur opérationnel.
L'engin spatial, qui décollera en 2024, doit étudier les résultats obtenus par l'impacteur DART développé par la NASA. La mission de ce dernier est de percuter le plus petit des objets formant l'astéroïde binaire (65803) Didymos.
Hera est un engin spatial d'environ 800 kilogrammes emportant plusieurs instruments (caméras, altimètre, spectromètre). Il est accompagné de deux nano-satellites de type CubeSat, baptisés Milani et Juventas, équipés eux-mêmes d'instruments.

## L'impacteur DART
DART (Double Asteroid Redirection Test) est un engin d'environ 600 kg conçu pour dévier la trajectoire de l'astéroïde de manière mesurable. Sa conception est confiée à l'Applied Physics Laboratory de l'Université Johns Hopkins avec le soutien de plusieurs centres de recherche de la NASA. DART est réalisé à partir de composants déjà utilisés sur des engins spatiaux lancés précédemment ou d'éléments achetés sur étagère. La propulsion est de type monoergol liquide et fournit un delta-V de 100 m/s. La masse avec ergols est de 235 kg (marge à la conception de 30 %) auquel est ajouté un ballast aboutissant à un poids total qui peut atteindre 330 kg compte tenu des capacités du lanceur Falcon 9 retenu. La sonde spatiale doit disposer de 202 watts d'énergie électrique. Elle est équipée d'une antenne parabolique de 1 mètre de diamètre et les données télémétriques sont transmises en bande X. DART est stabilisé 3 axes. La disposition des composants est optimisée pour la phase finale de la mission avec une antenne, des panneaux solaires et une caméra fixes. L'engin spatial sera équipé d'une caméra LORRI dotée d'un téléobjectif lui permettant de frapper l'astéroïde avec une précision de 1 % par rapport au diamètre.

## Didymos et Dimorphos
(65803) Didymos est un système astéroïdal de type Apollon, avec un périhélie légèrement inférieur à l'aphélie terrestre. Il est composé d'un corps primaire de 750 mètres de diamètre, Didymos à proprement parler, dont la période de rotation est de 2,3 heures, et d'un corps secondaire nommé Dimorphos. Ce dernier, d'un diamètre de 170 mètres, est en orbite autour de Didymos à une distance de 1,2 km avec une période de 11,92 heures.